# Ронкофредо
Ронкофредо (итал. Roncofreddo) је насеље у Италији у округу Форли-Чезена, региону Емилија-Ромања.
Према процени из 2011. у насељу је живело 2819 становника. Насеље се налази на надморској висини од 260 м.

## Становништво
| 1951. | 1961. | 1971. | 1981. | 1991. | 2001. | 2011. |
| ----- | ----- | ----- | ----- | ----- | ----- | ----- |
| 5.567 | 3.762 | 2.498 | 2.463 | 2.493 | 2.819 | 3.395 |